# Muleba (Distrikt)
Muleba ist ein Distrikt in der tansanischen Region Kagera mit der Hauptstadt Muleba. Er grenzt im Norden an den Distrikt Bukoba, im Osten an den Victoriasee, im Süden an den Distrikt Biharamulo und im Westen an den Distrikt Karagwe. 

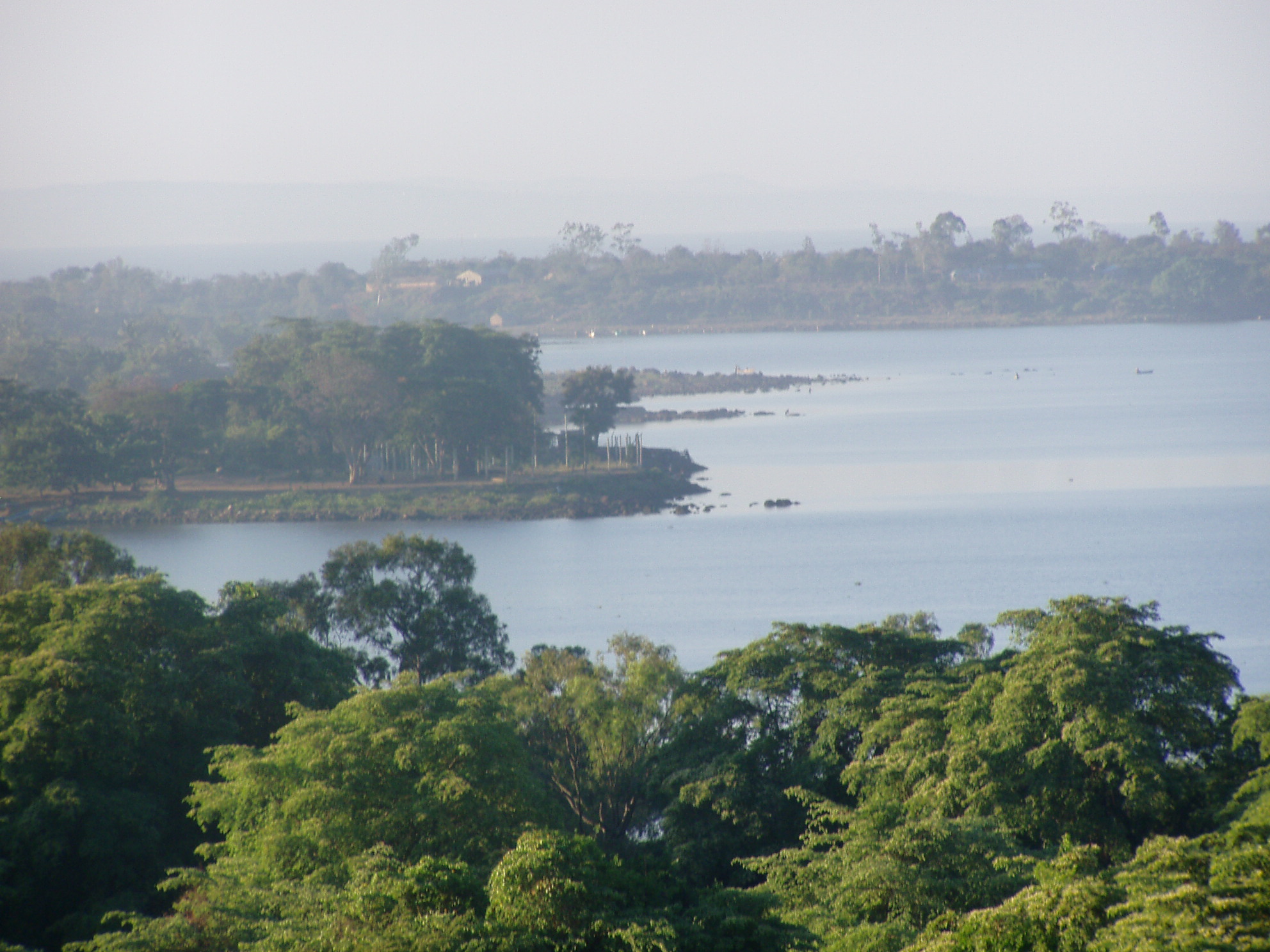
Bewaldetes Ufer am Victoriasee

## Geographie
Muleba hat eine Größe von 3444 Quadratkilometer und 637.659 Einwohner (Volkszählung 2022). Der Distrikt liegt im Nordwesten von Tansania, am Westufer des Victoriasees. Von dem steigt das Land steil zu einem Hochplateau zwischen 1100 und 1300 Meter über dem Meer an. Im Südwesten wird er vom Burigi See begrenzt. Zum Distrikt gehören auch 38 Inseln im Victoriasee, die größten sind die Inseln Ikuzi, Nazinga, Iroba und Bumbire.
Das Klima ist tropisch, Aw nach der effektiven Klimaklassifikation. Es regnet vor allem im Sommer, die Gesamtniederschläge in der Hauptstadt liegen bei 1400 Millimeter im Jahr, die Durchschnittstemperatur bei 21 Grad Celsius.

## Geschichte
Muleba liegt im ehemaligen Besiedlungsgebiet der Buhaya, die das Land bereits im 13. Jahrhundert bewirtschafteten. Sie waren auch während der Kolonialzeit Häuptlinge, jedoch nur als Ausführende der Kolonialherren. Typisch für die Landschaft war ein auf Bananen basierender Hausgarten und das offene Gras- und Buschland.

## Verwaltungsgliederung
Der Distrikt wird in 43 Bezirke (Wards) gegliedert:
- Muhutwe
- Mayondwe
- Goziba
- Kerebe
- Bumbire
- Ikuza
- Izigo
- Katoke
- Kagoma
- Kikuku
- Bureza
- Muleba
- Ikondo
- Buhangaza
- Mazinga Kisiwa
- Magata Karutanga
- Gwanseli
- Kibanga
- Kasharunga
- Rulanda
- Kimwani
- Nyakabango
- Kyebitembe
- Karambi
- Mubunda
- Bisheke
- Burungura
- Biirabo
- Mushabago
- Nyakatanga
- Ngenge
- Rutoro
- Kabirizi
- Nshamba
- Kashasha
- Ijumbi
- Kishanda
- Buganguzi
- Ibuga
- Bulyakashaju
- Kamachumu
- Ruhanga
- Mafumbo

| Die Anzahl der Einwohner stieg von 273.329 im Jahr 1988 auf 385.184 im Jahr 2002, bis 2012 auf 540.310 und schließlich 2019 auf 639.302. Im Jahr 2002 konnten 68 Prozent der über Fünfzehnjährigen Lesen und Schreiben, der Prozentsatz stieg auf 78 Prozent im Jahr 2012. In diesem Jahr konnten 62 Prozent der über Fünfjährigen Swahili lesen und schreiben, neun Prozent Swahili und Englisch. Im Jahr 2022 lebten 637.659 Menschen in 149.416 Haushalten. Bevölkerungswachstum: \| Volkszählung \| Einwohner \| \| ------------ \| --------- \| \| 1988 \| 273.329 \| \| 2002 \| 385.184 \| \| 2012 \| 540.310 \| \| 2022 \| 637.659 \| | Hier fehlt eine Grafik, die leider im Moment aus technischen Gründen nicht angezeigt werden kann. Wir arbeiten daran! |
| Volkszählung | Einwohner |
| 1988 | 273.329 |
| 2002 | 385.184 |
| 2012 | 540.310 |
| 2022 | 637.659 |

- Bildung: Im Jahr 2019 gab es im Distrikt 220 Vorschulen und 232 Grundschulen, von diesen wurden zehn privat geführt. In 38 staatlichen weiterführenden Schulen wurden 15.811 Schüler unterrichtet, zusätzlich noch 2848 Schüler in elf Privatschulen. Die Lehrerausbildung erfolgte in zwei Ausbildungsstätten, wovon eine öffentlich und eine privat betrieben wurde.[11]
- Gesundheit: In Rubya, Ndolage und Kagondo steht jeweils ein Krankenhaus und über den Distrikt verteilt sind fünf Gesundheitszentren. Von den 38 Apotheken werden 26 staatlich und 12 privat betrieben (Stand 2019).[12]
- Wasser: Die Bevölkerung versorgt sich aus verschiedensten Wasserquellen, 59 Prozent erhielten sauberes und sicheres Wasser (Stand 2019).[13]

| Muleba gehört zu den am wenigsten entwickelten Distrikten von Tansania. Der Grund dafür ist, dass die Ernten der traditionellen Landwirtschaft gering sind und die Preise für die Erträge sinken. - Landwirtschaft: Rund achtzig Prozent der Bevölkerung leben von der Landwirtschaft, die vor allem von Kleinbauern betrieben wird. Die wichtigsten Feldfrüchte sind Bananen, Kaffee, Bohnen und Maniok. Von den 113.000 Haushalten hielten 49.000 Nutztiere, in ländlichen Gebieten hatten über 98 Prozent Nutztiere. Vorwiegend wurden Hühner und Ziegen gehalten (Stand 2012). - Fischerei: Die Fischerei steht in Muleba vor den gleichen Problemen wie in allen Ländern rund um den Victoriasee. Ursprünglich wurden Haplochromis-Arten gefischt, was den Lebensunterhalt der örtlichen Gemeinden sicherte. In den 1960er Jahren wurde der Nilbarsch ausgesetzt und die Fangquoten stiegen rasant, verdreißigfachte sich bis zum Jahr 2006 bei einem Anteil von 90 Prozent Nilbarschen. Dann gingen die Erträge zurück. Einerseits hatte der räuberische Nilbarsch mindestens 200 Haplochromis-Arten ausgerottet, andererseits wurden durch Überfischung des Nilbarsches selbst viele schon vor der Reife gefangen. Auch die Klimaerwärmung kann zum Rückgang beigetragen haben. - Straßen: Die wichtigste Verkehrsverbindung ist die Nationalstraße T4, die rund um den Victoriasee führt und den Distrikt von Süden nach Norden durchquert. | Hier fehlt eine Grafik, die leider im Moment aus technischen Gründen nicht angezeigt werden kann. Wir arbeiten daran! |

## Naturschutzgebiete, Sehenswürdigkeiten
- Victoriasee: Im Osten hat der Distrikt eine 100 Kilometer lange Uferlinie am größten See Afrikas.[3][4]
- Biharamulo-Wildreservat: Im Süden von Muleba liegt ein Teil des 1300 Quadratkilometer großen Biharamulo-Wildreservats. In den Miombo-Wäldern leben Elefanten, Zebras, Antilopen und Affen, besonders aber Vögel wie Adler, Ibisse und Störche.[3][19]

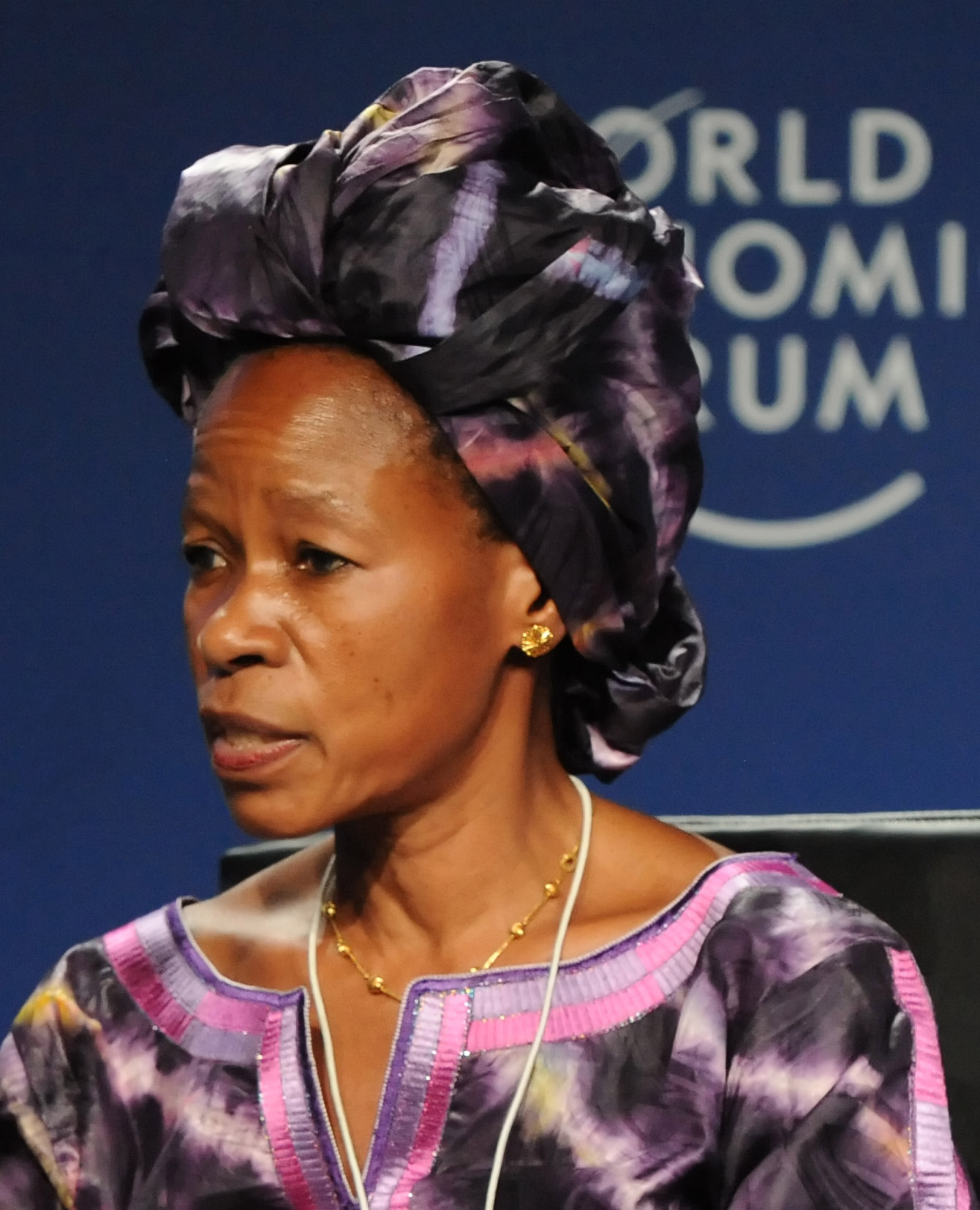
Anna Tibaijuka

## Sonstiges
- Anna Tibaijuka: Die Politikerin und frühere Exekutivdirektorin des Human Settlements Programme der Vereinten Nationen wurde in Muleba geboren.[20][21]